# Železniční trať Olomouc – Opava východ
Železniční trať Olomouc – Opava východ (v jízdním řádu pro cestující označená číslem 310) je jednokolejná neelektrizovaná železniční trať, součást celostátní dráhy.

## Historie
Provoz na trati byl zahájen v roce 1872.[zdroj?] V roce 1873 byl na trať připojena vlečka nově vybudovaného cukrovaru v Jaktaři.
Z Krnova vedla odbočná trať do Německa (nynější území Polska) do stanice Głubczyce; doprava byla zastavena v roce 1945 v důsledku uspořádání Evropy po 2. světové válce; zčásti zůstala jako vlečka, zbytek byl snesen. Trať z Opavy k státní hranici a do Německa (nyní území Polska) do stanice Pilszcz zahájila provoz v roce 1909 a ukončila provoz ze stejného důvodu v roce 1945.[zdroj?]
Po obsazení Sudet Německem byla v 1. polovině 40. let 20. století postavena propojovací kolej mezi železniční tratí Mährisch Schönberg–Jägerndorf a železniční tratí Olmütz–Troppau, která vedla podél dnešní krnovské zahrádkářské osady Úsvit a která křižovala železniční trať Jägerndorf–Leobschütz. Propojovací kolej byla v padesátých letech 20. století vytrhána. V roce 2016 byl kompletně zrekonstruován úsek Krnov - Opava východ a traťová rychlost v úseku Krnov – Skrochovice byla zvýšena na 120 km/h.

## Osobní doprava
V roce 2012 Ministerstvo dopravy ČR vyhlásilo Výběrové řízení na dopravce na rychlíkové lince R27 Olomouc – Krnov – Ostrava. Přihlásili se dva zájemci, a to RegioJet a Arriva, která byla v únoru 2013 z řízení vyloučena pro nesplnění podmínek, což vedlo ke zrušení soutěže. Nakonec Ministerstvo dopravy ČR bez dalšího řízení jmenovala dopravcem RegioJet, který měl zahájit provoz 14. prosince 2014. V červenci 2013 ovšem ministr dopravy Zbyněk Stanjura oznámil, že chystanou smlouvu o smlouvě budoucí s RegioJet nepodepíše. V roce 2023 se uvažovalo o zavedení vodíkových vlaků nebo elektrizaci dráhy. V roce 2024 Moravskoslezský kraj začal vybírat nového dopravce na dobu čtyř let s přesahem do Olomouckého kraje.

## Fotogalerie

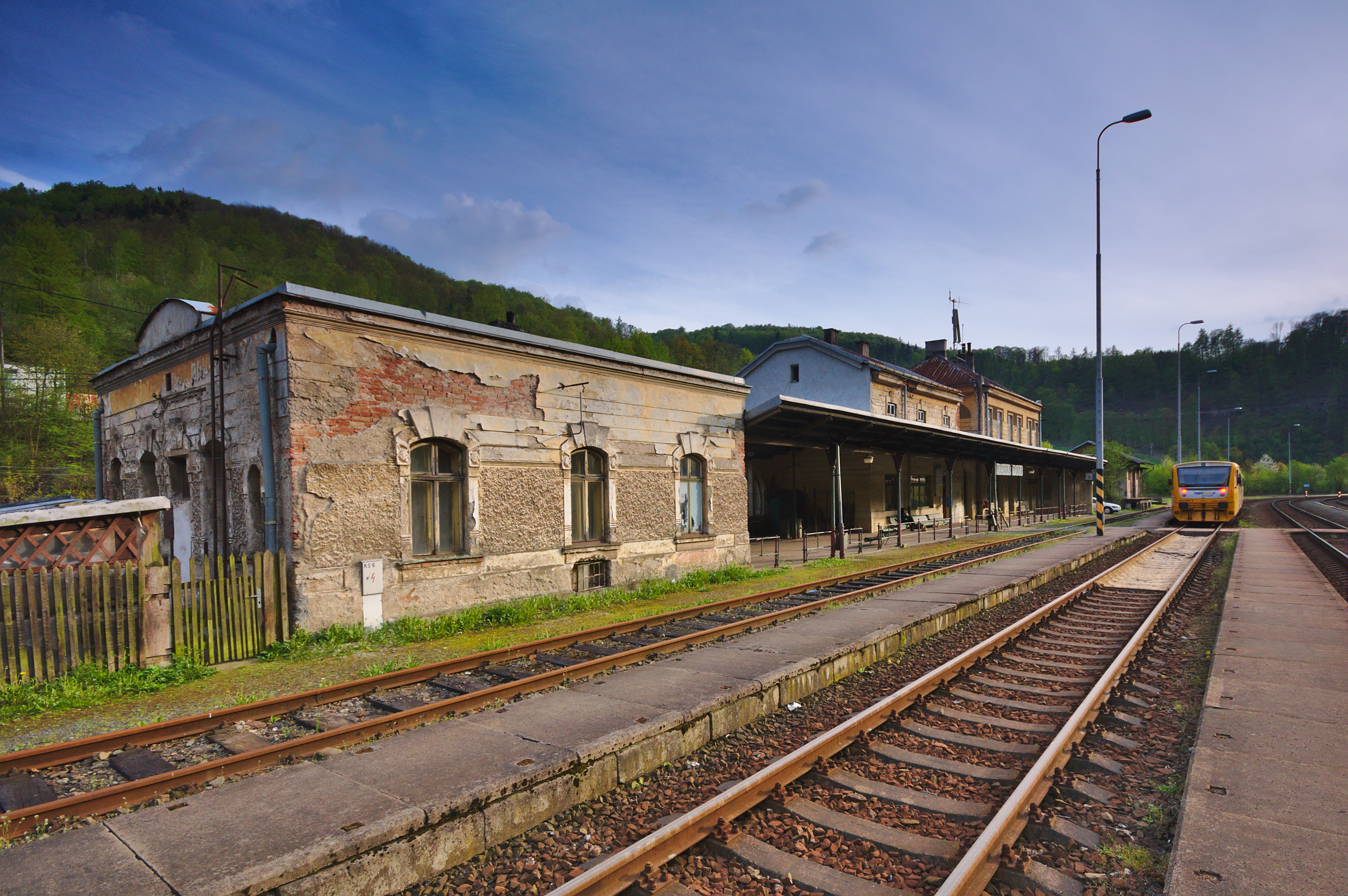
Hrubá Voda
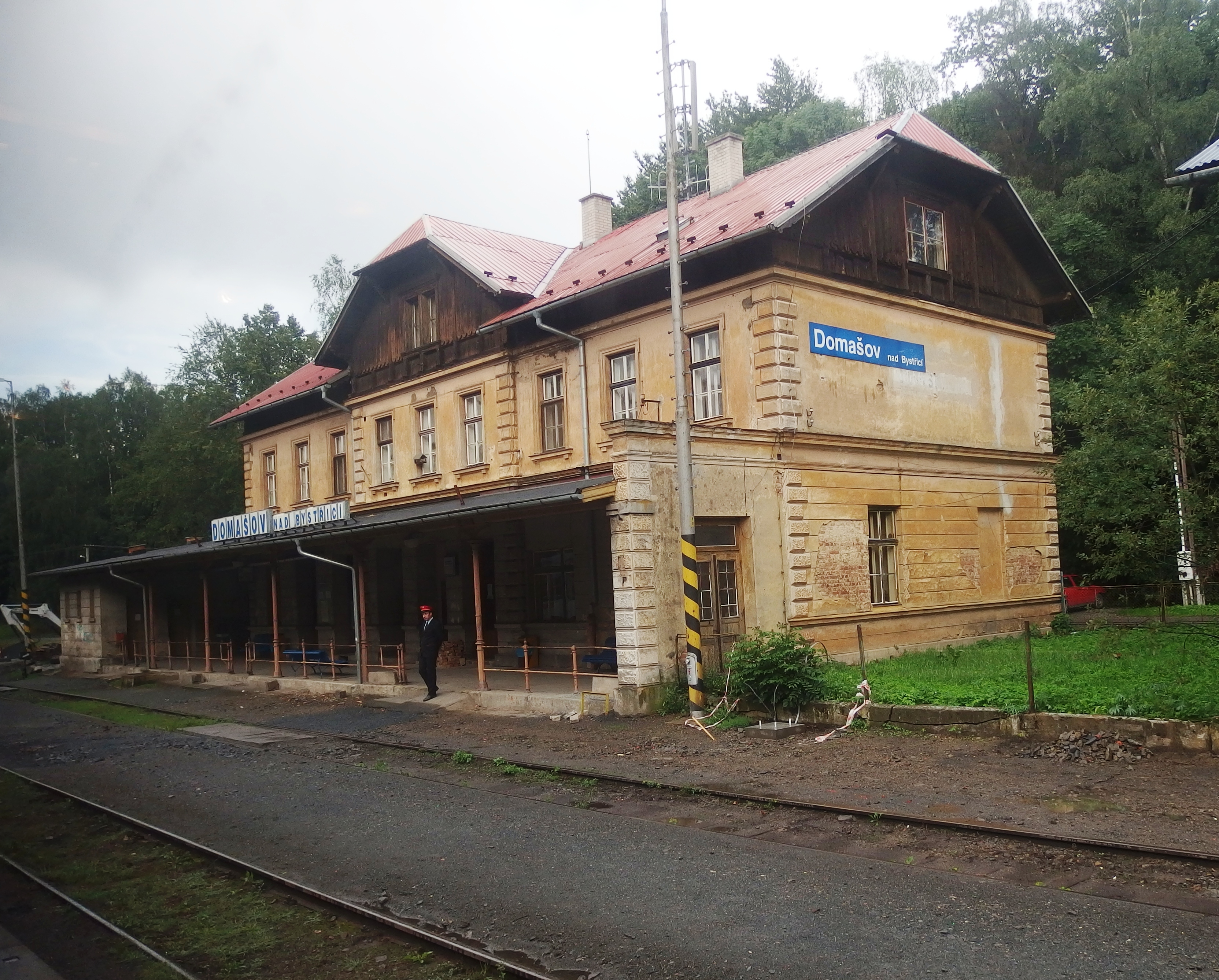
Domašov nad Bystřicí
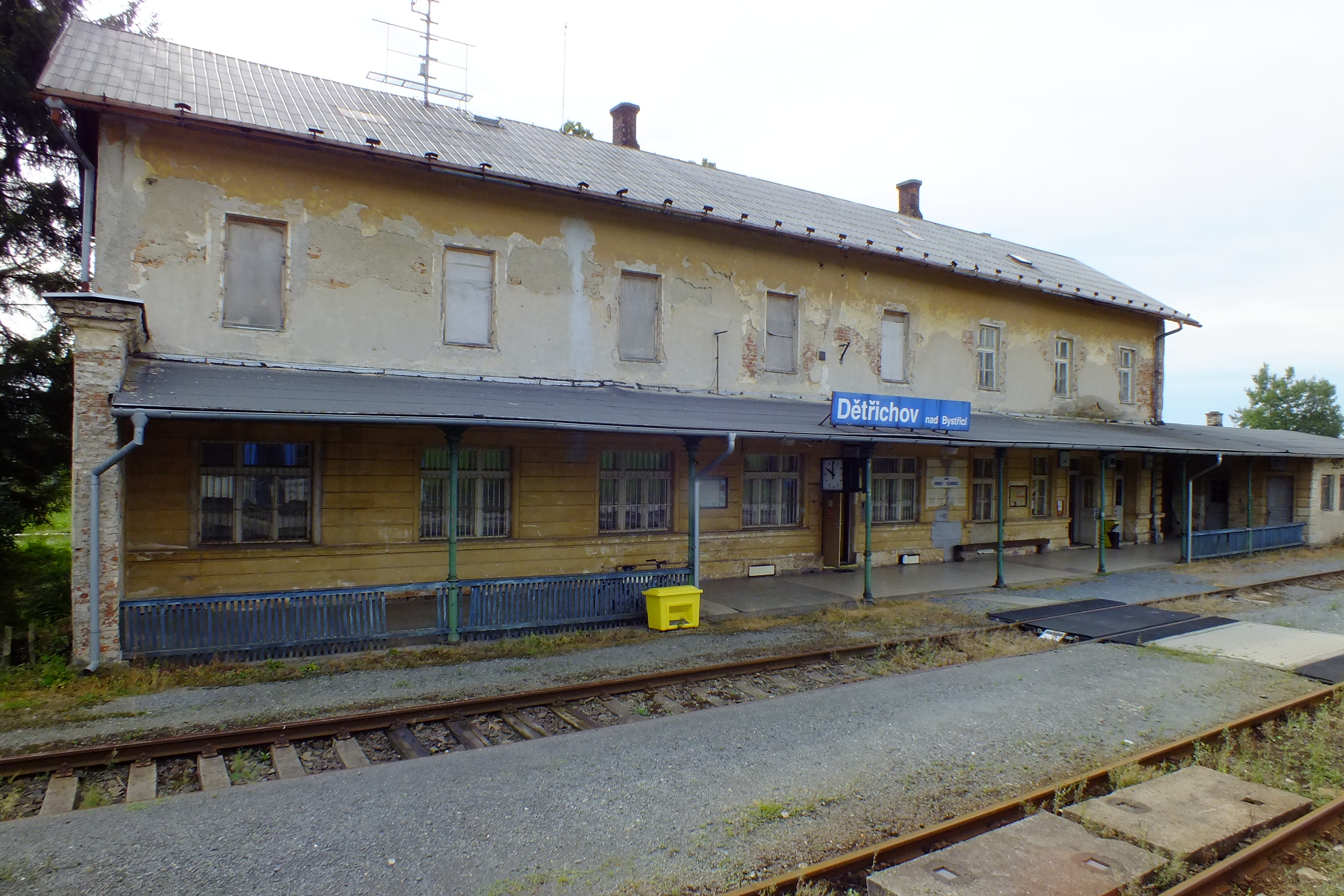
Dětřichov nad Bystřicí
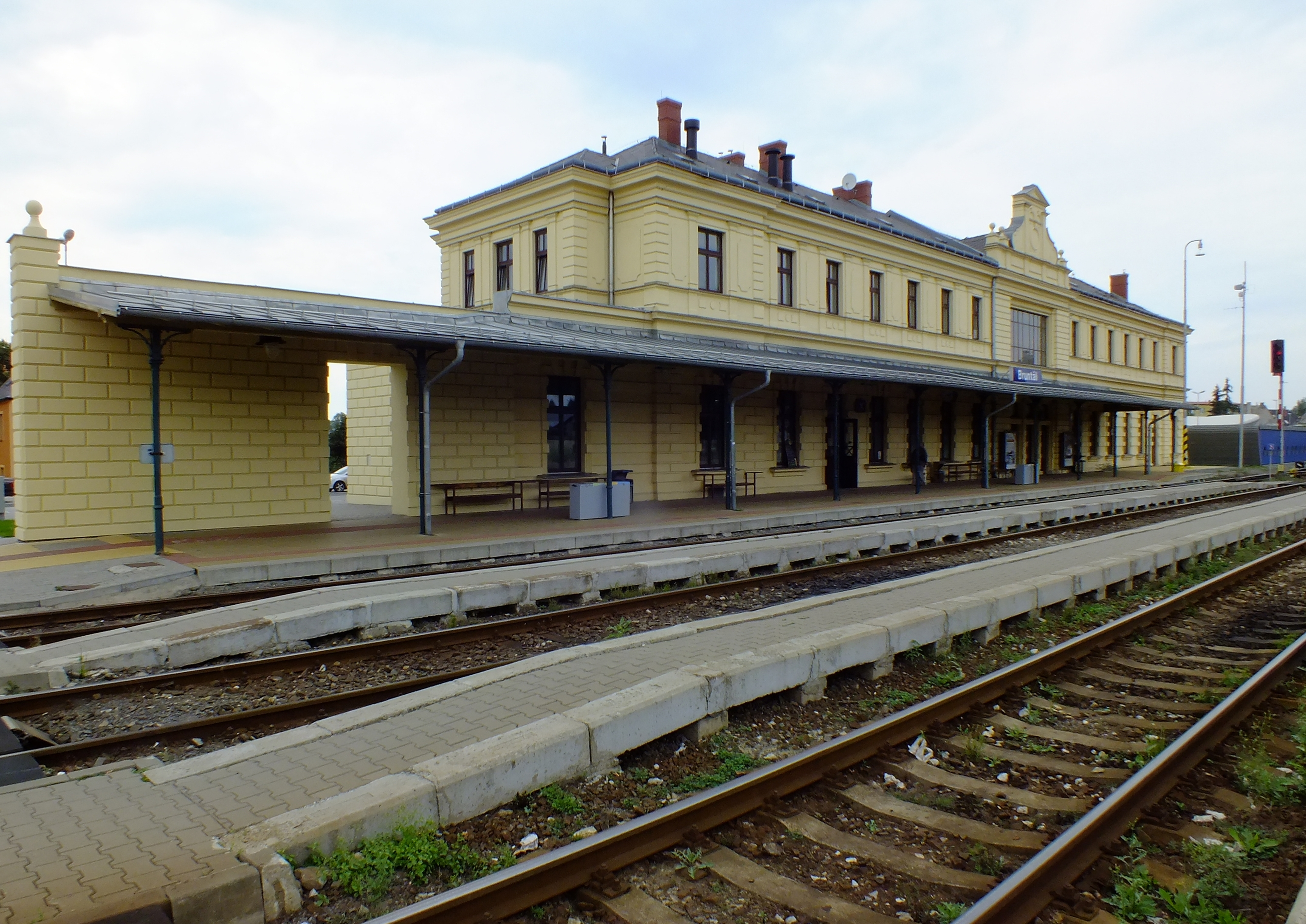
Bruntál
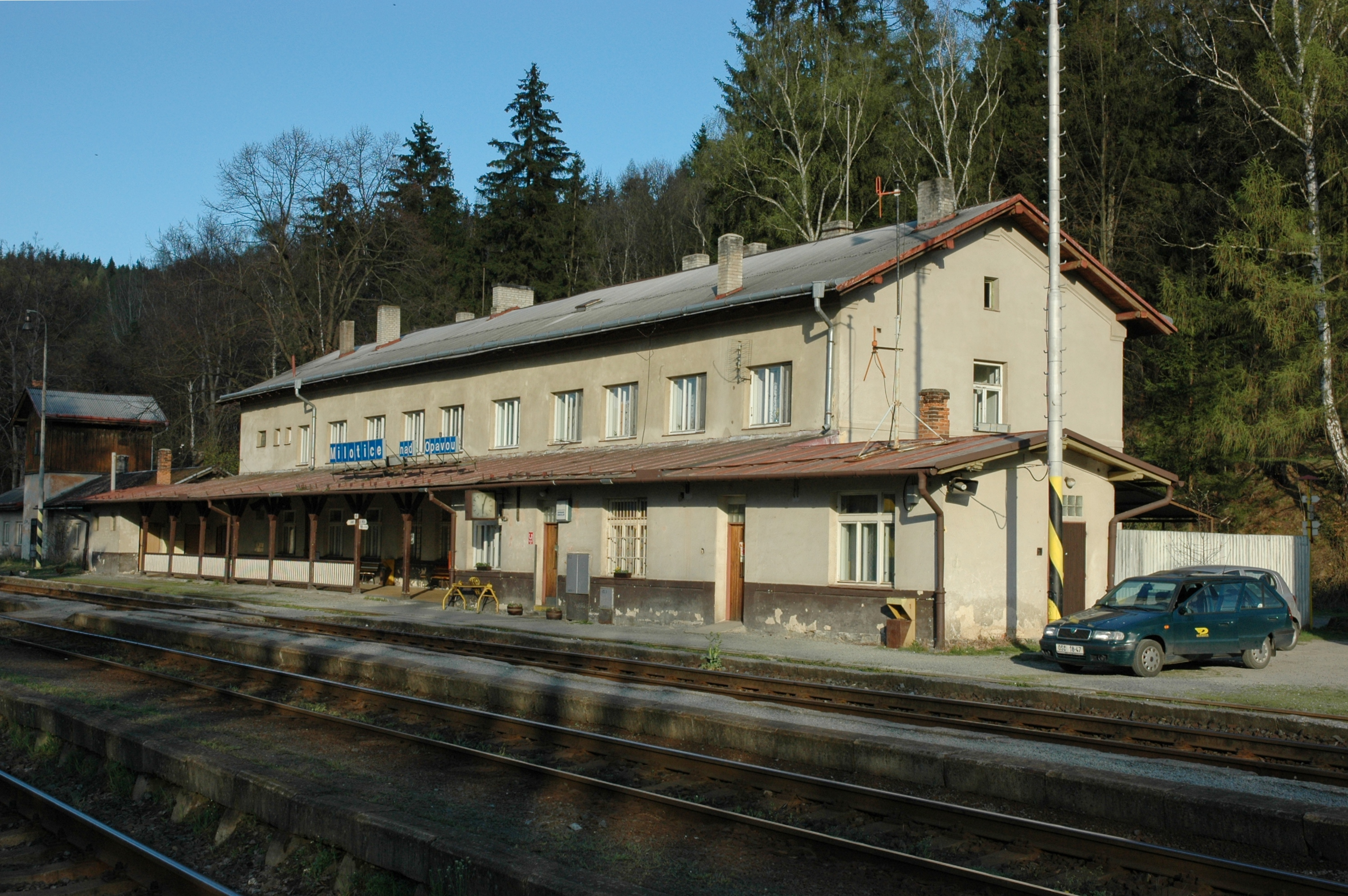
Milotice nad Opavou
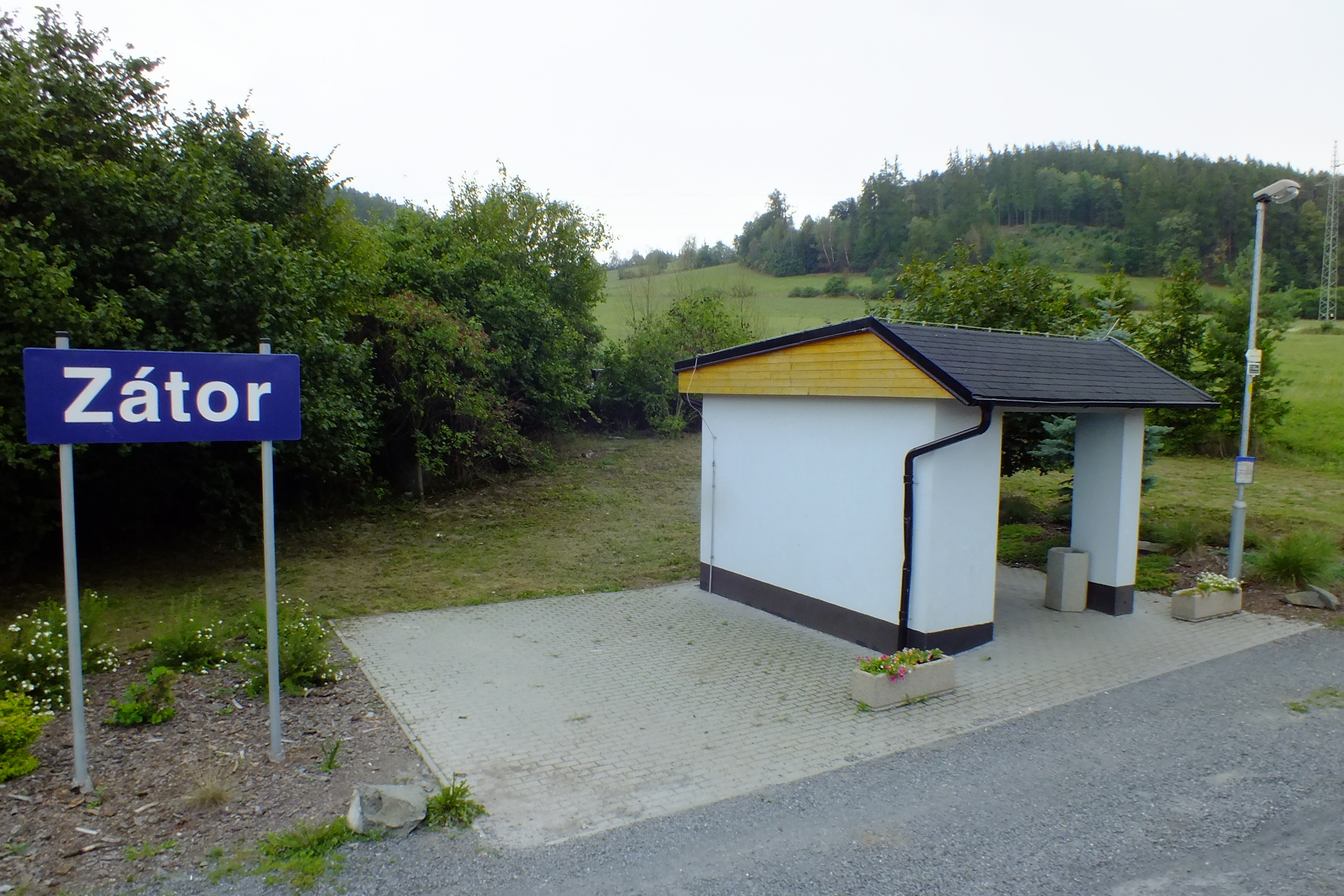
Zátor
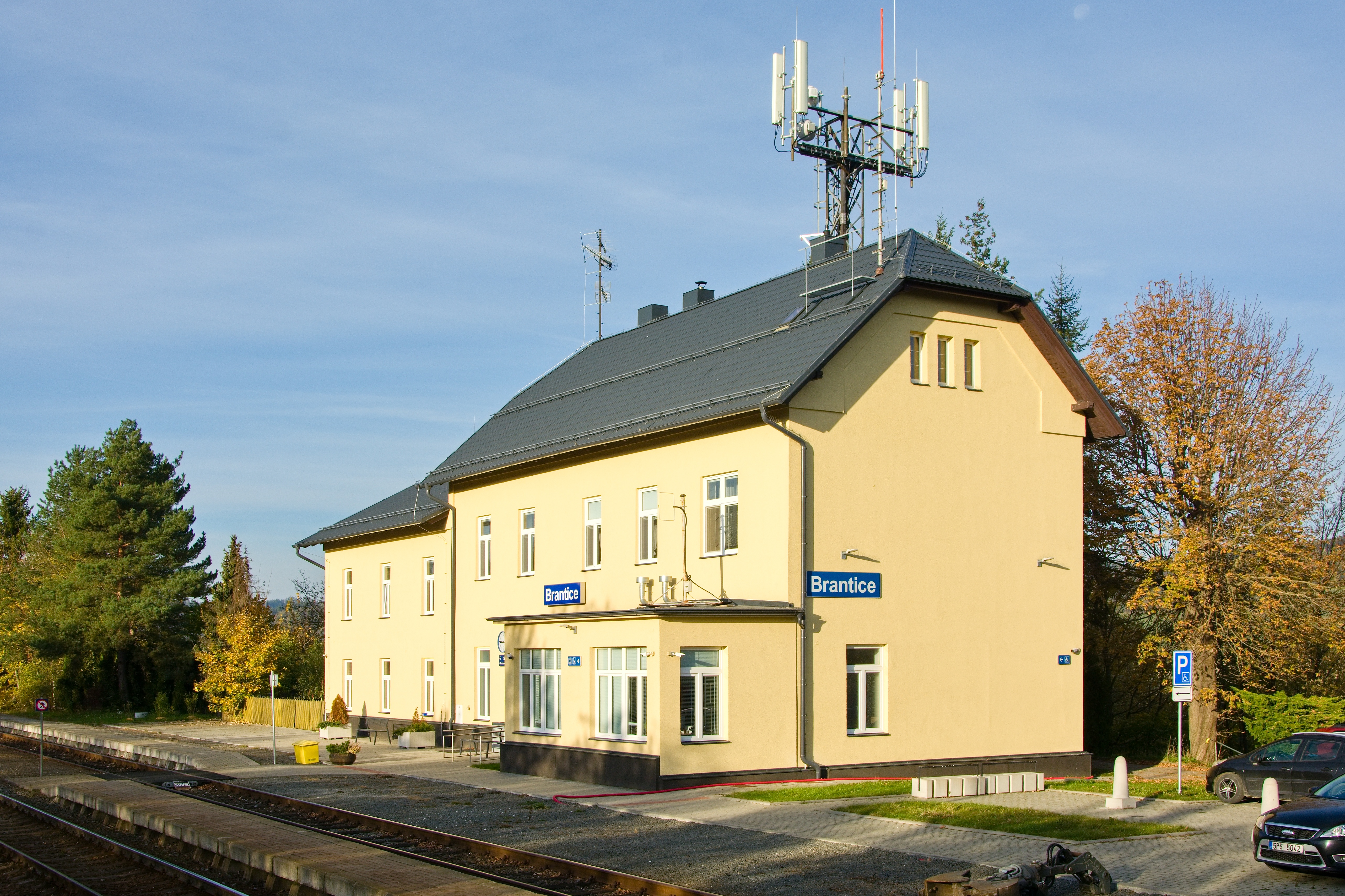
Brantice
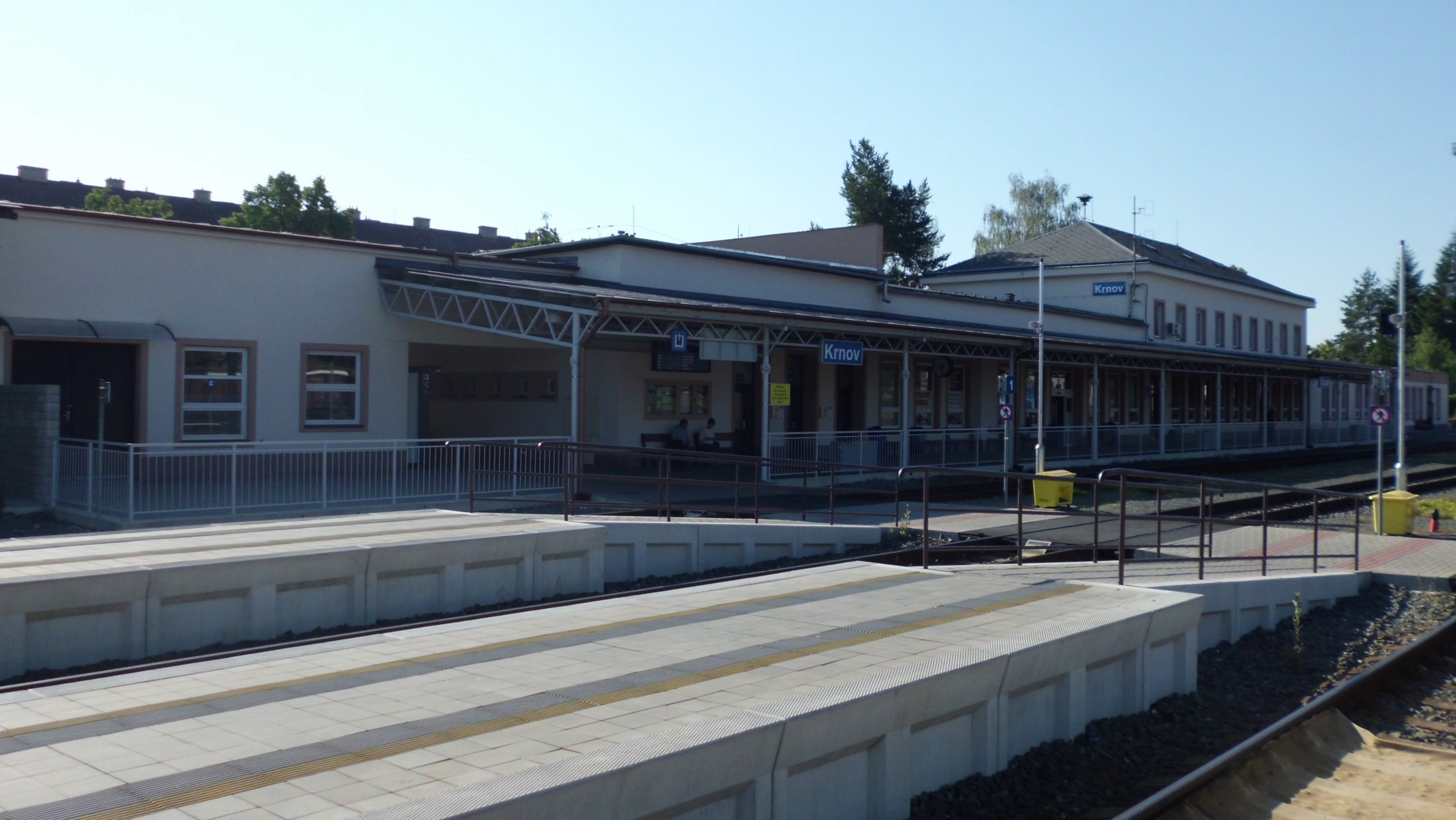
Krnov
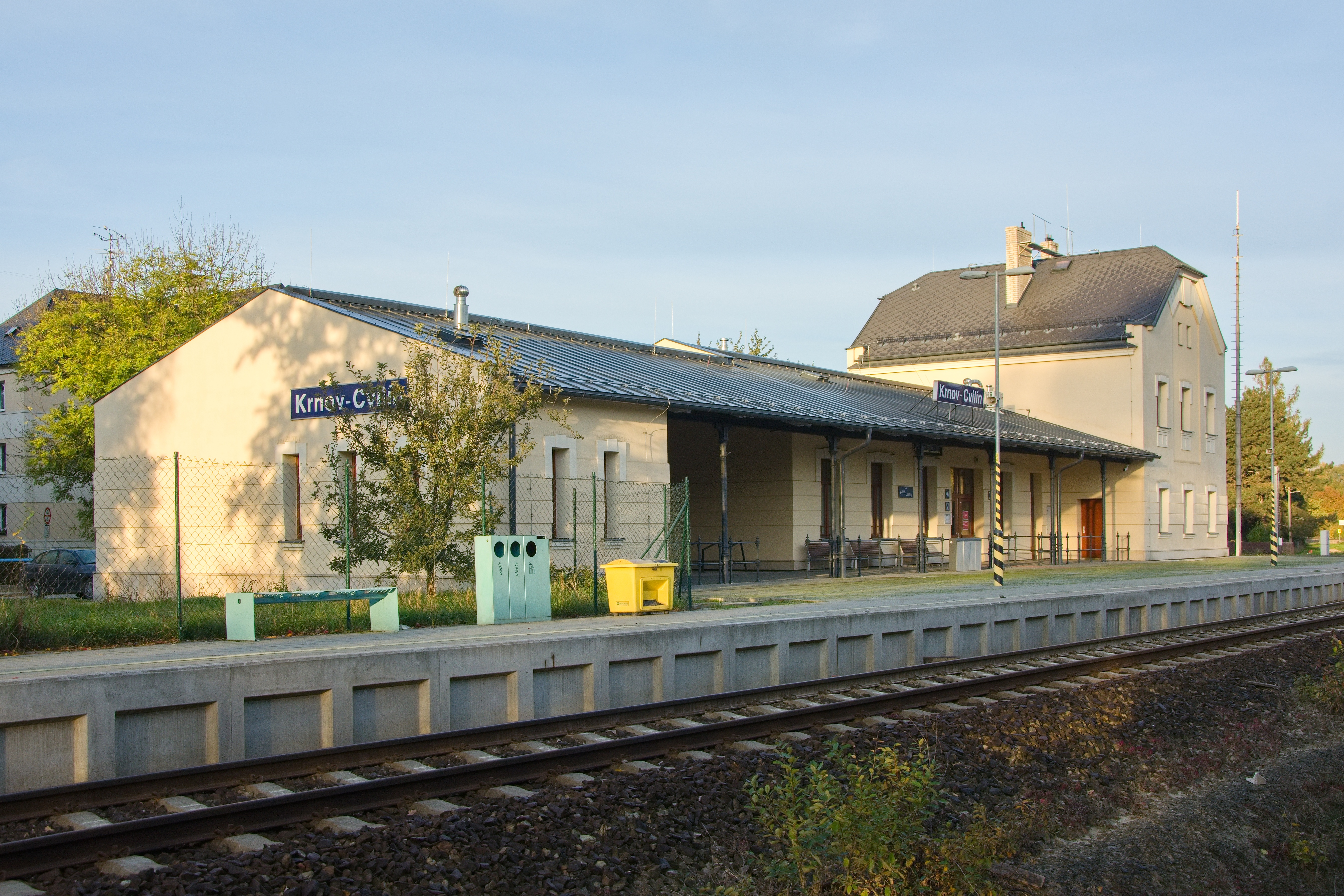
Krnov-Cvilín
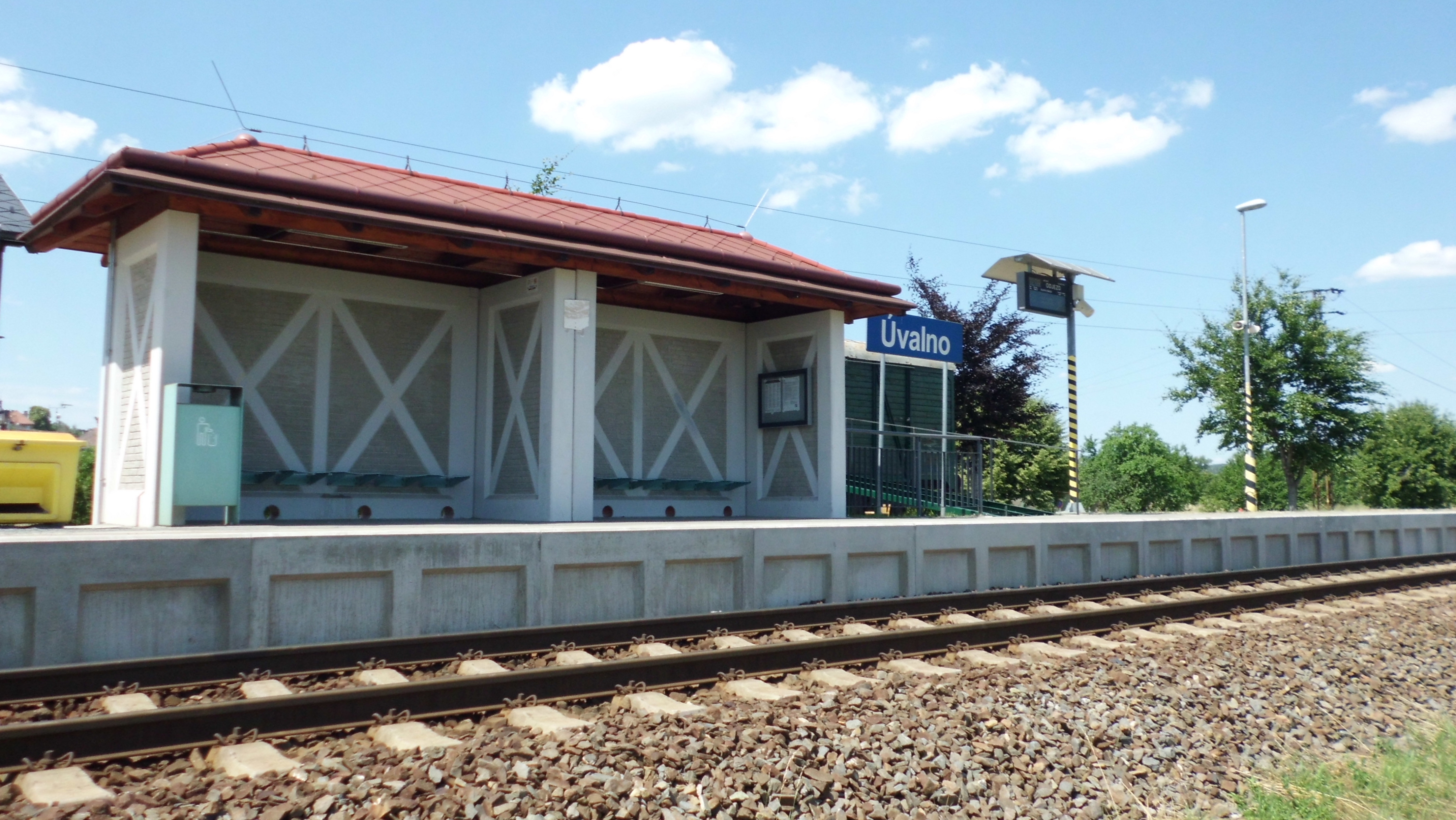
Úvalno
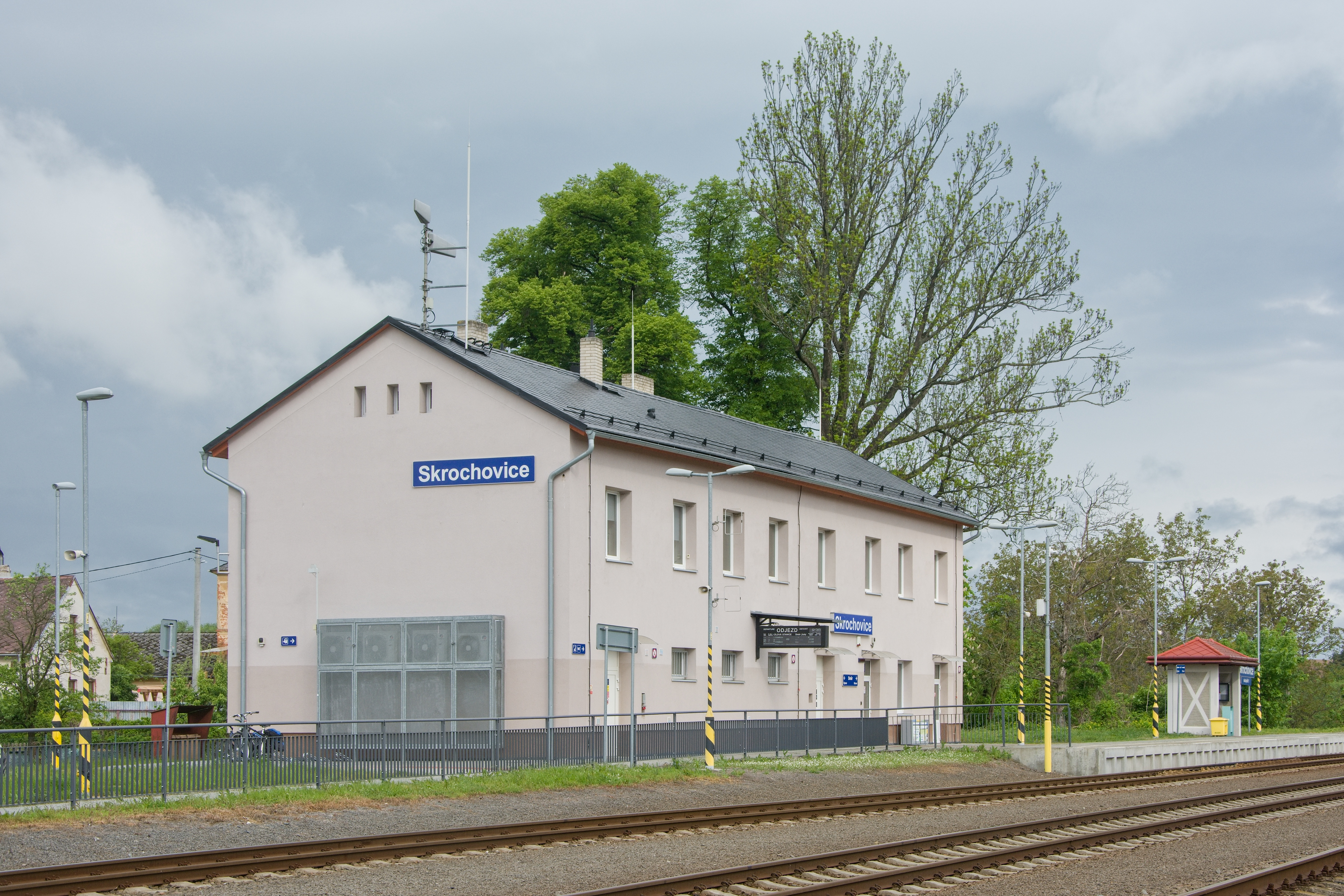
Skrochovice
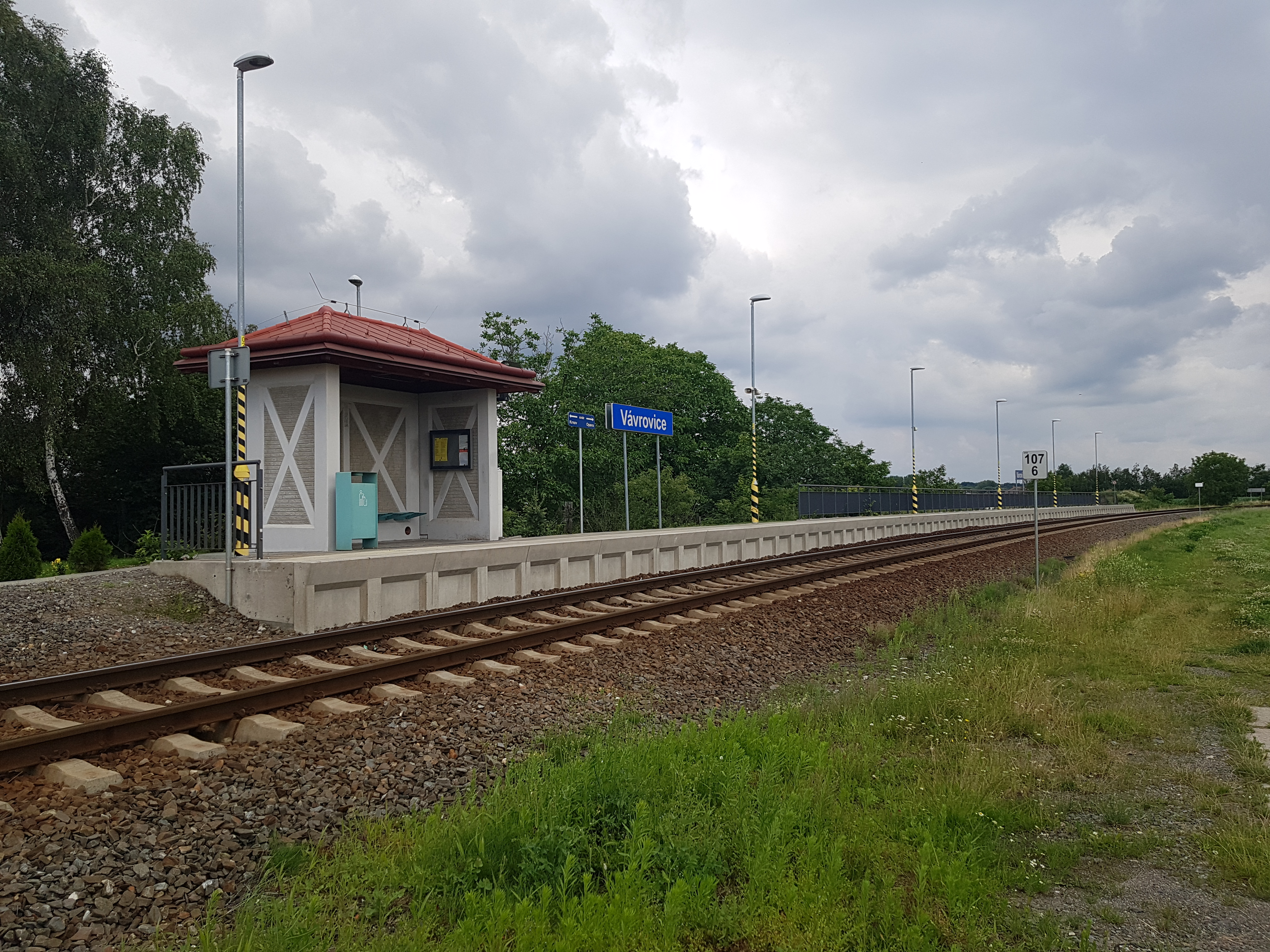
Vávrovice
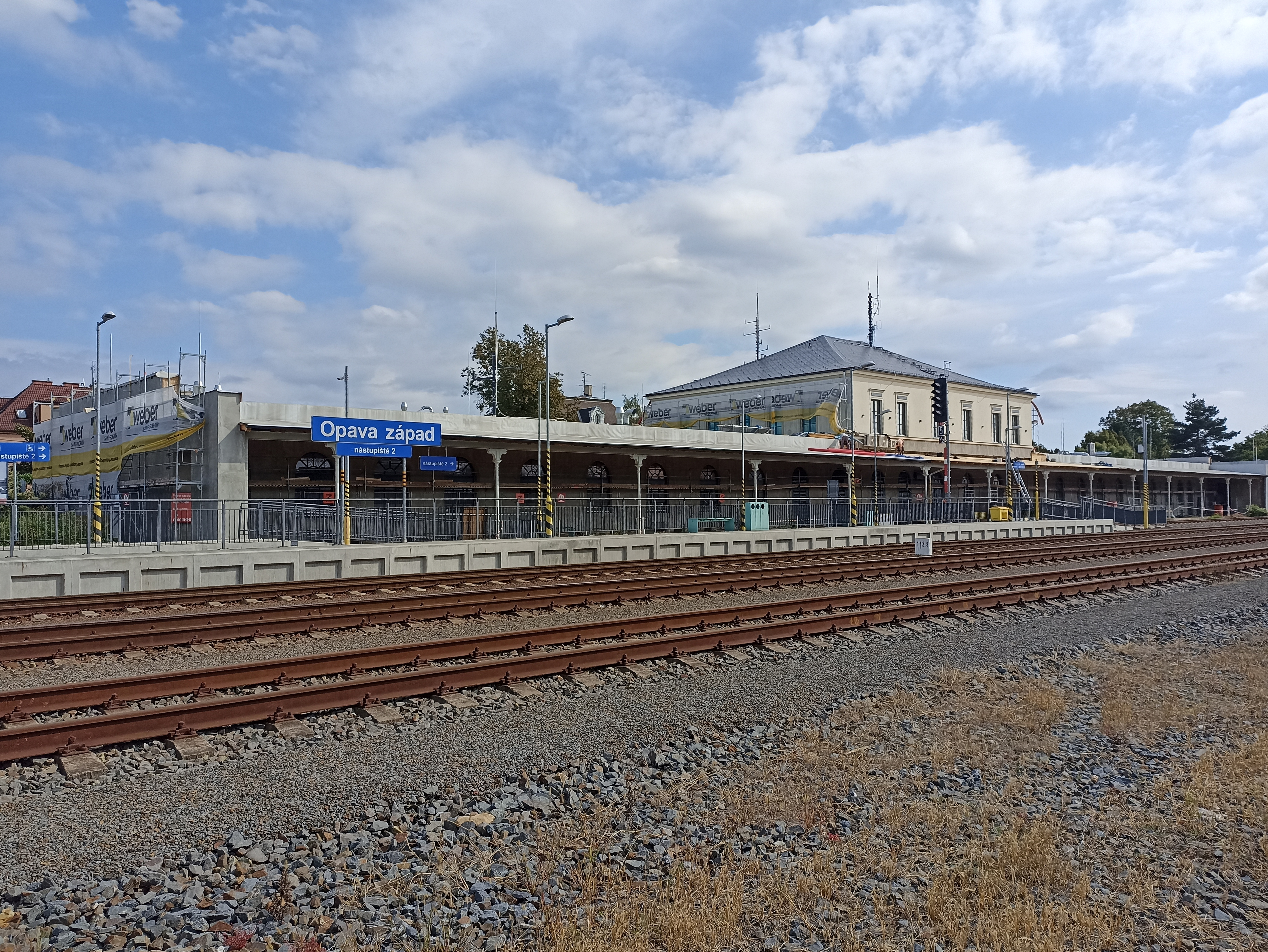
Opava západ
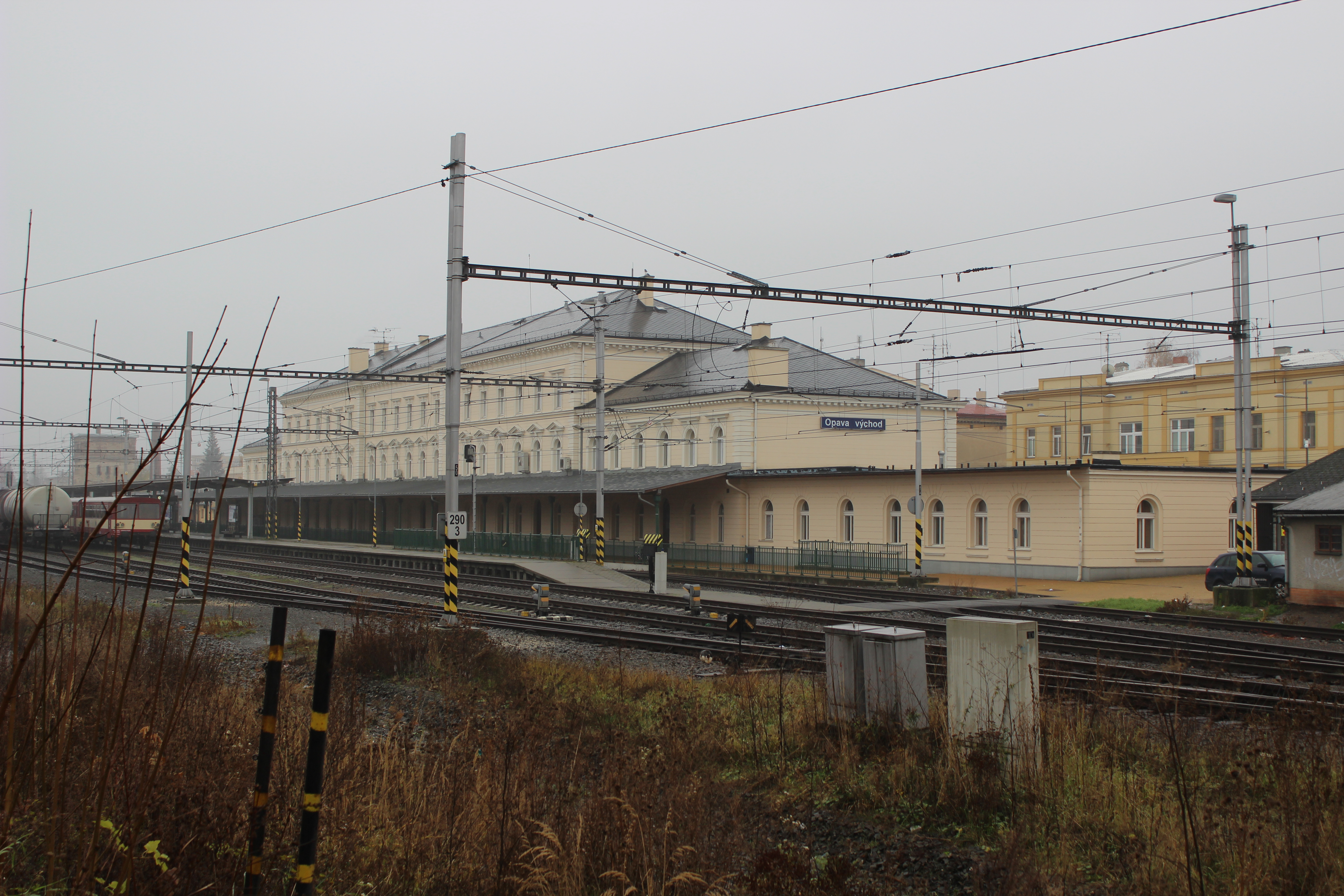
Opava východ
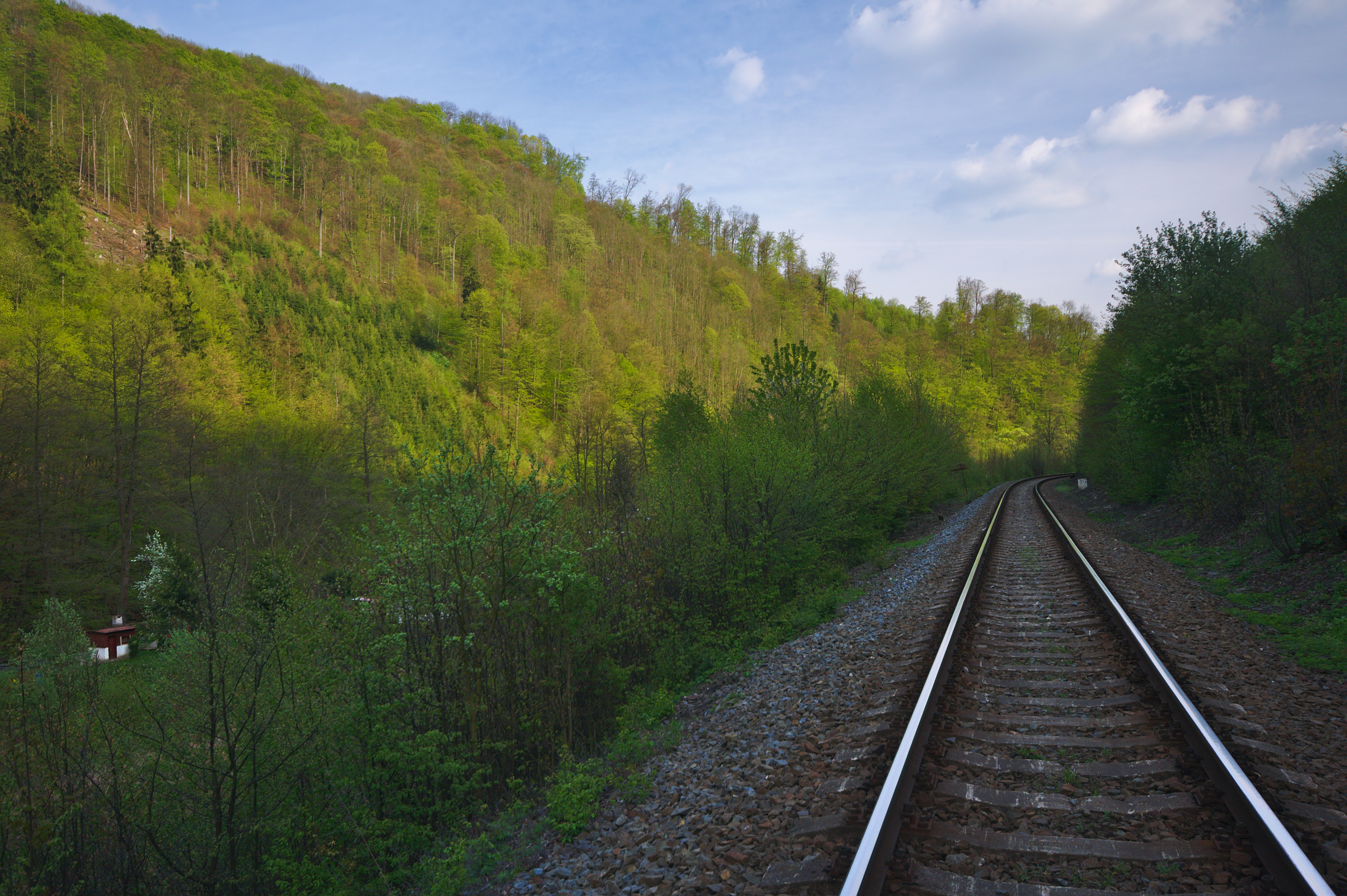
Trať za Hrubou Vodou
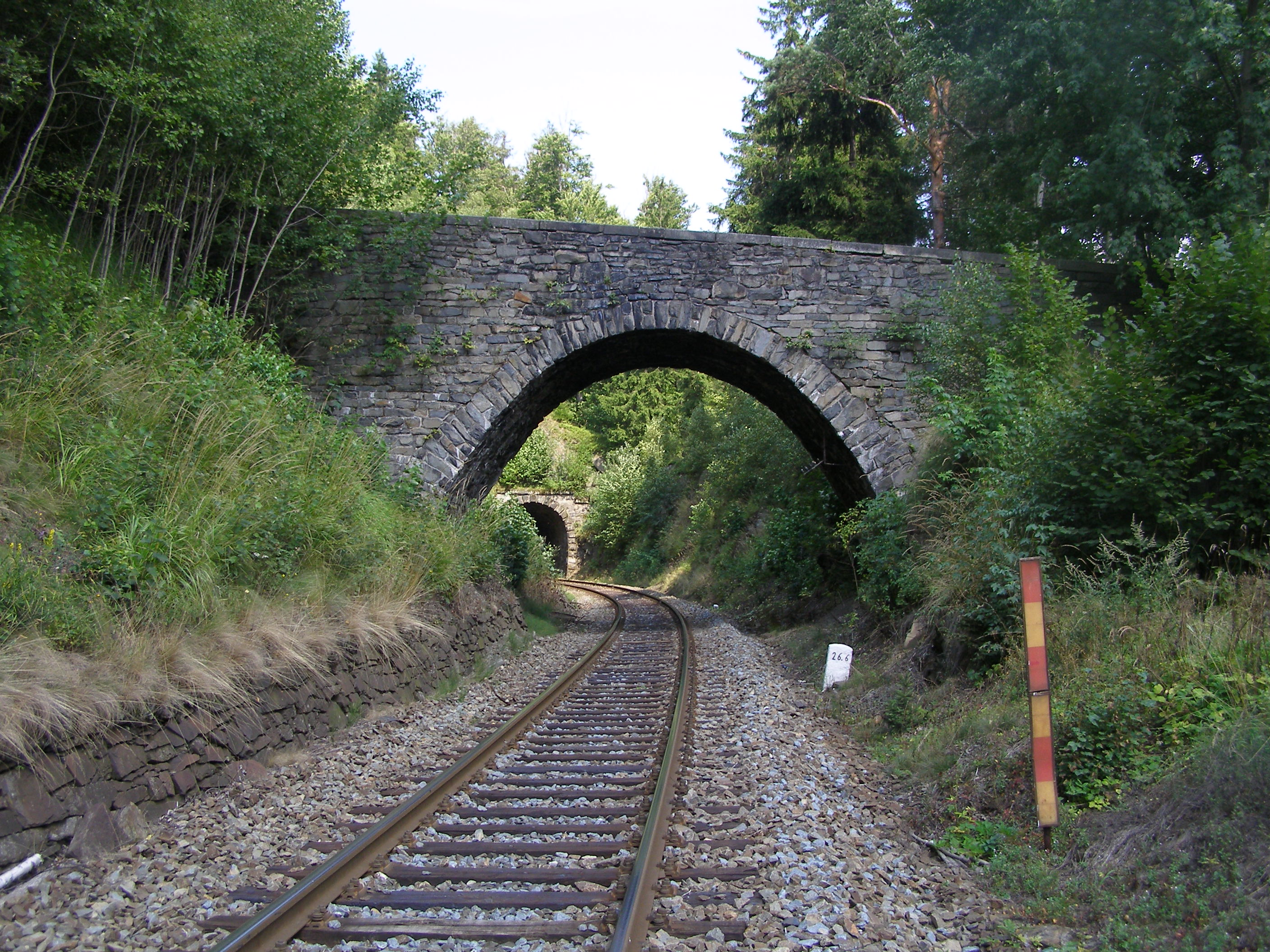
Most před Domašovským tunelem
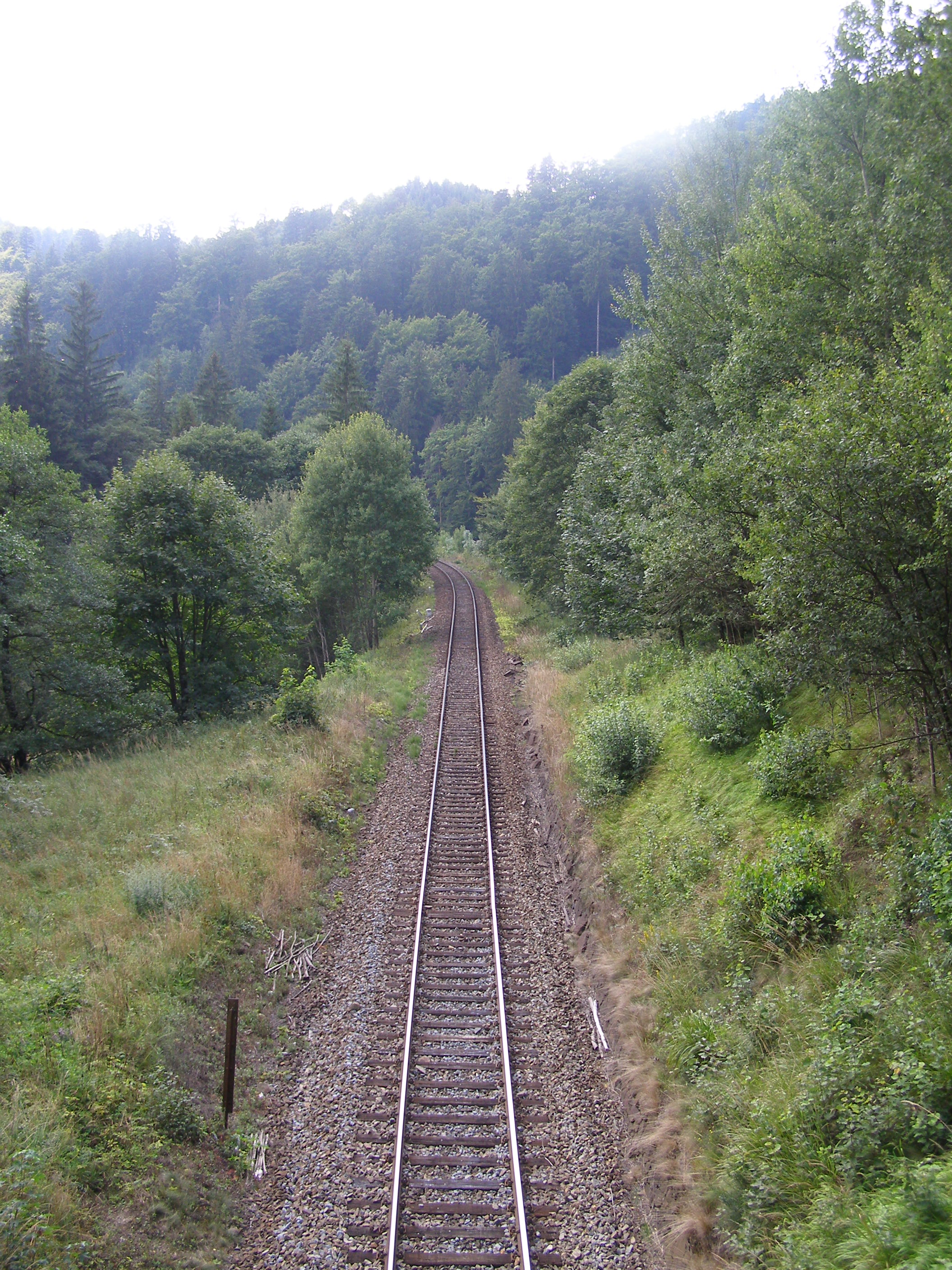
Část trati mezi Domašovem a Jívovou
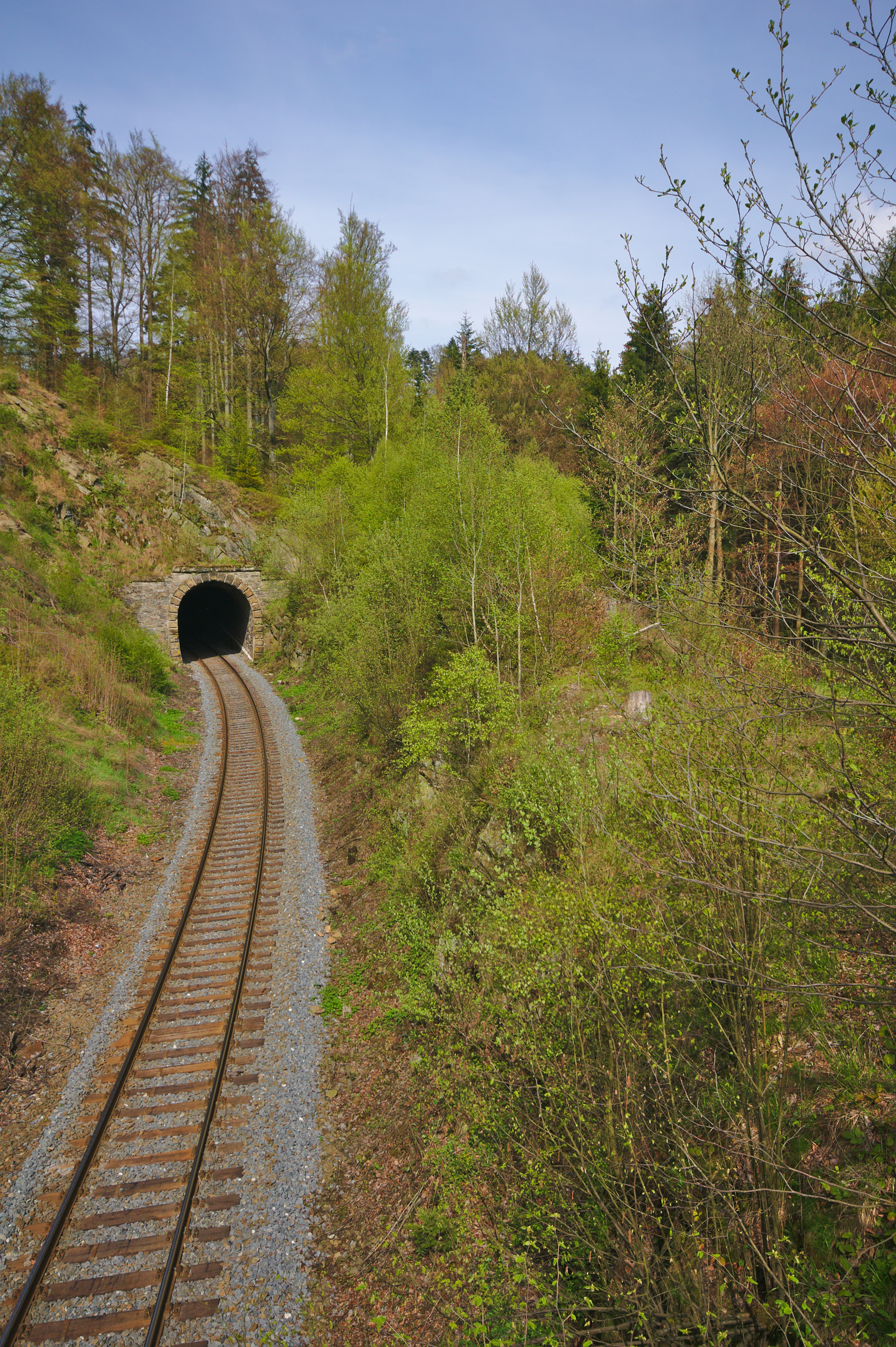
Domašovský tunel
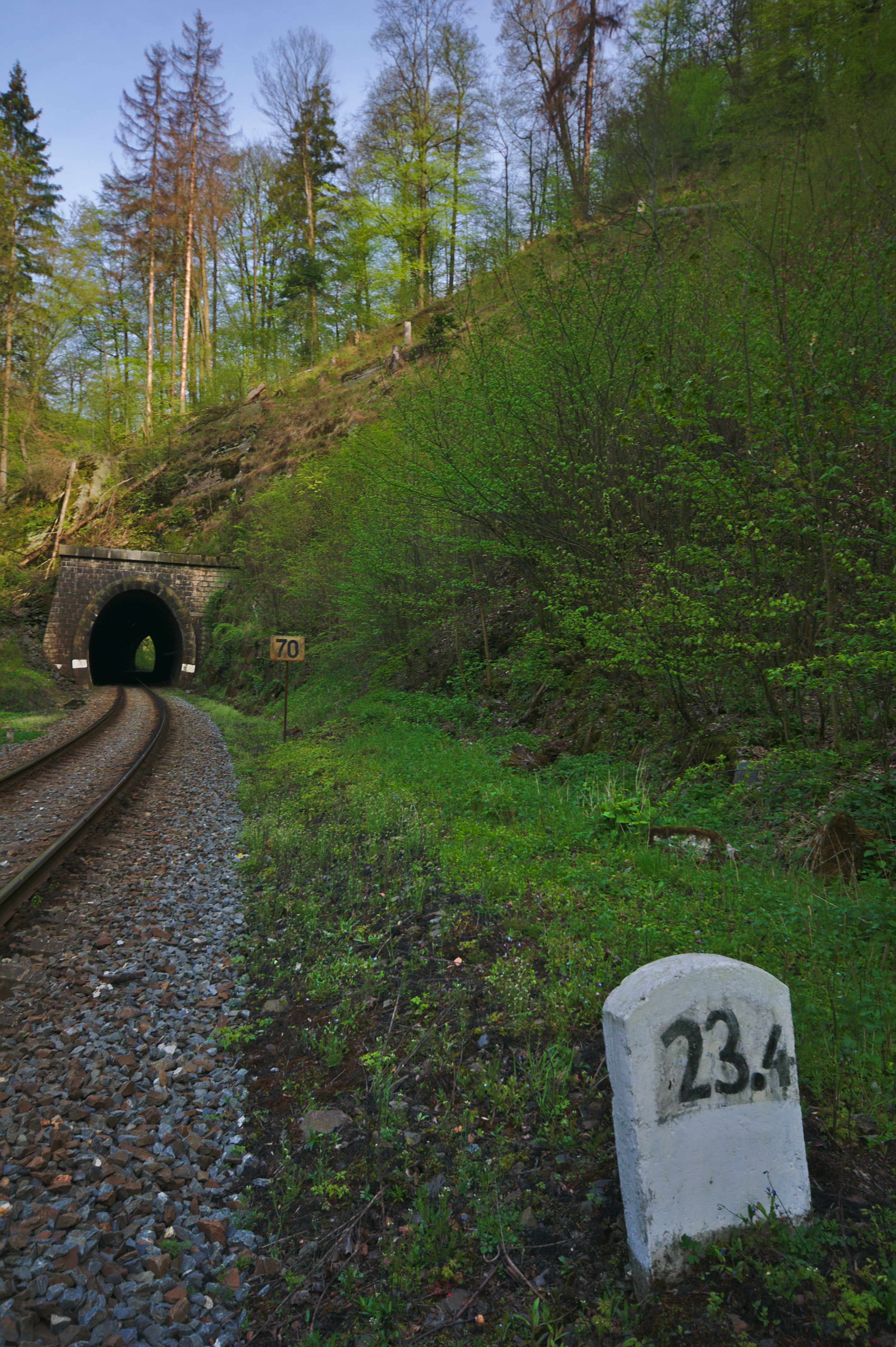
Smilovský tunel I
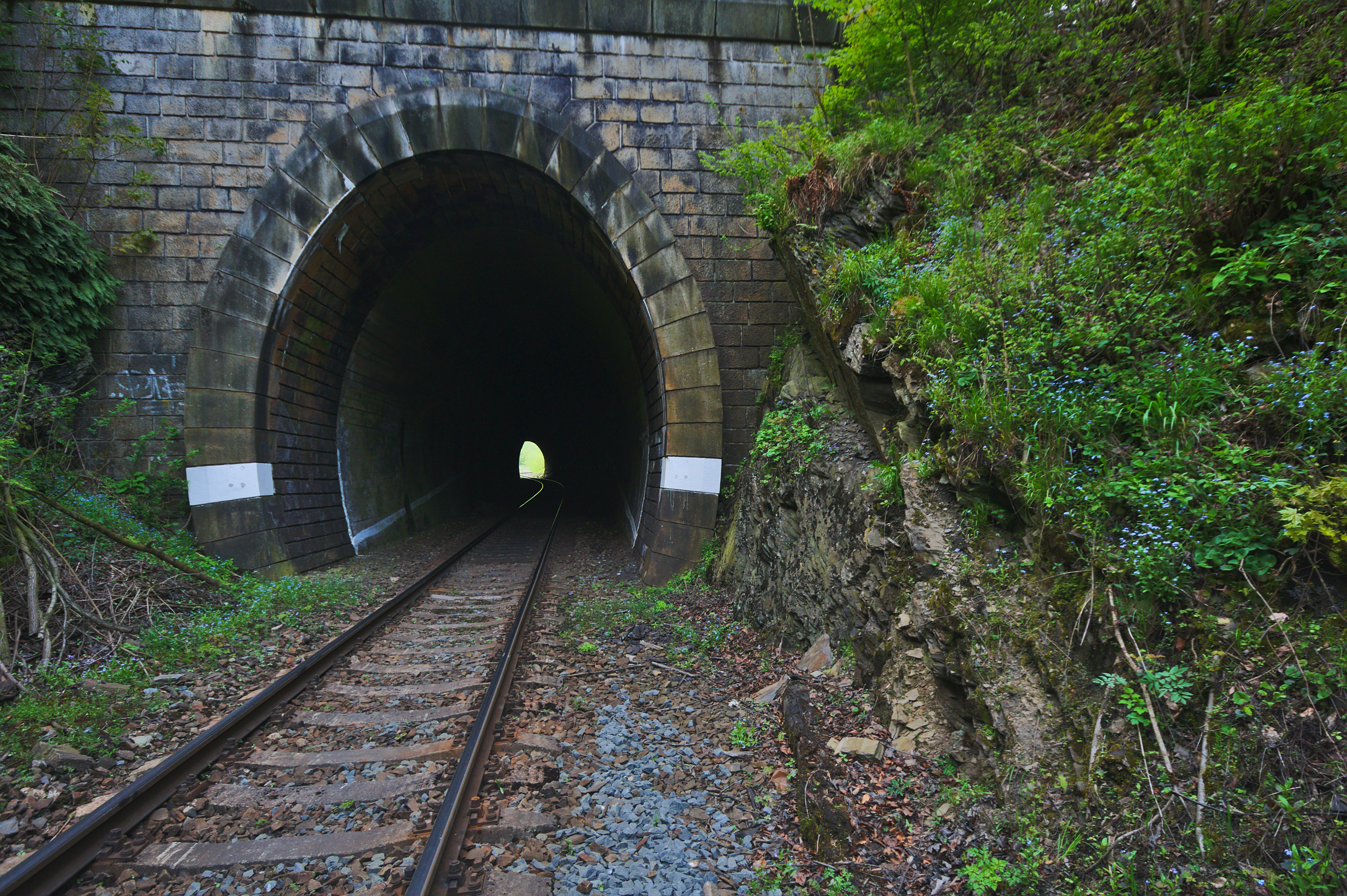
Smilovský tunel II
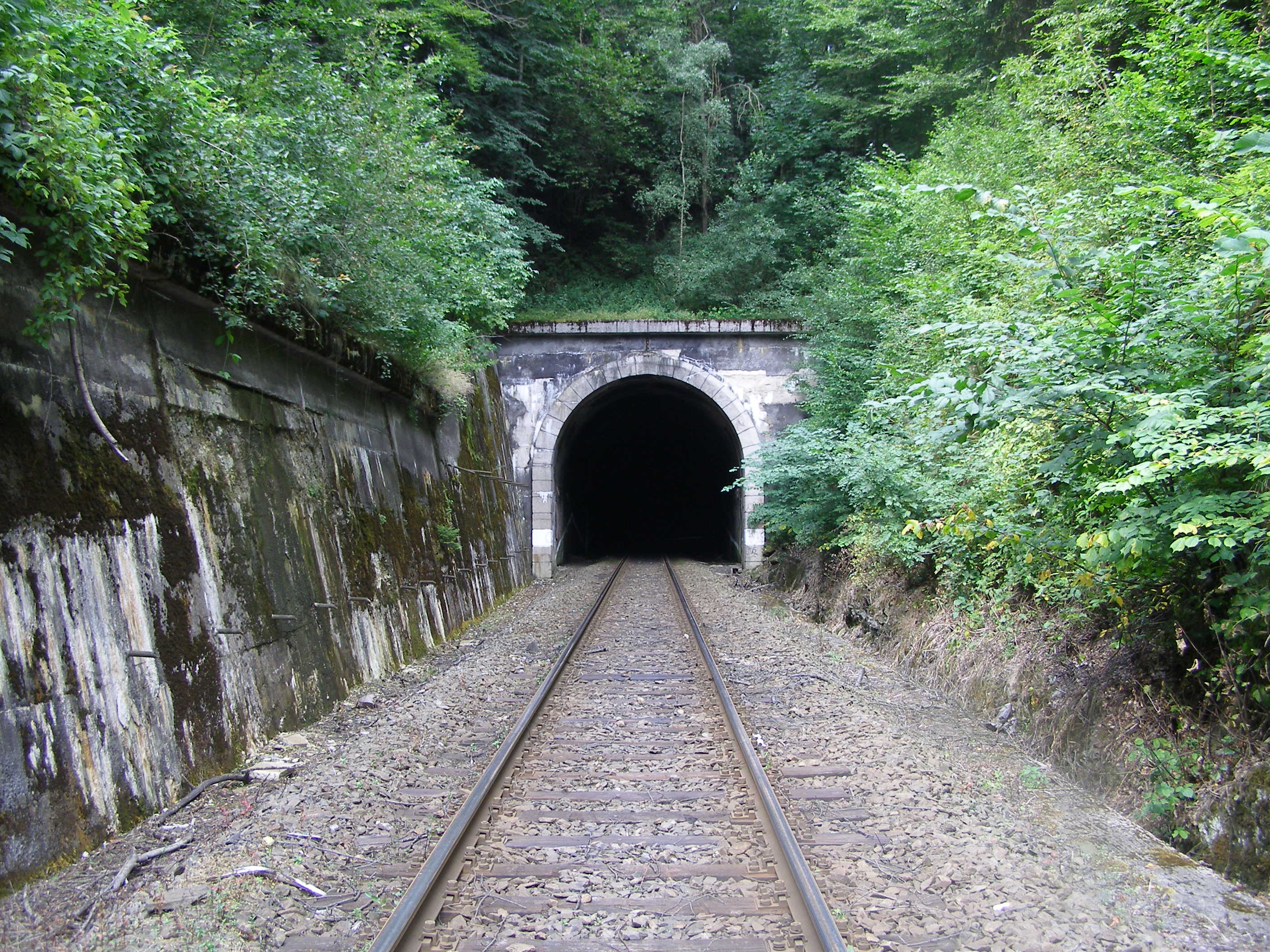
Jívovský tunel
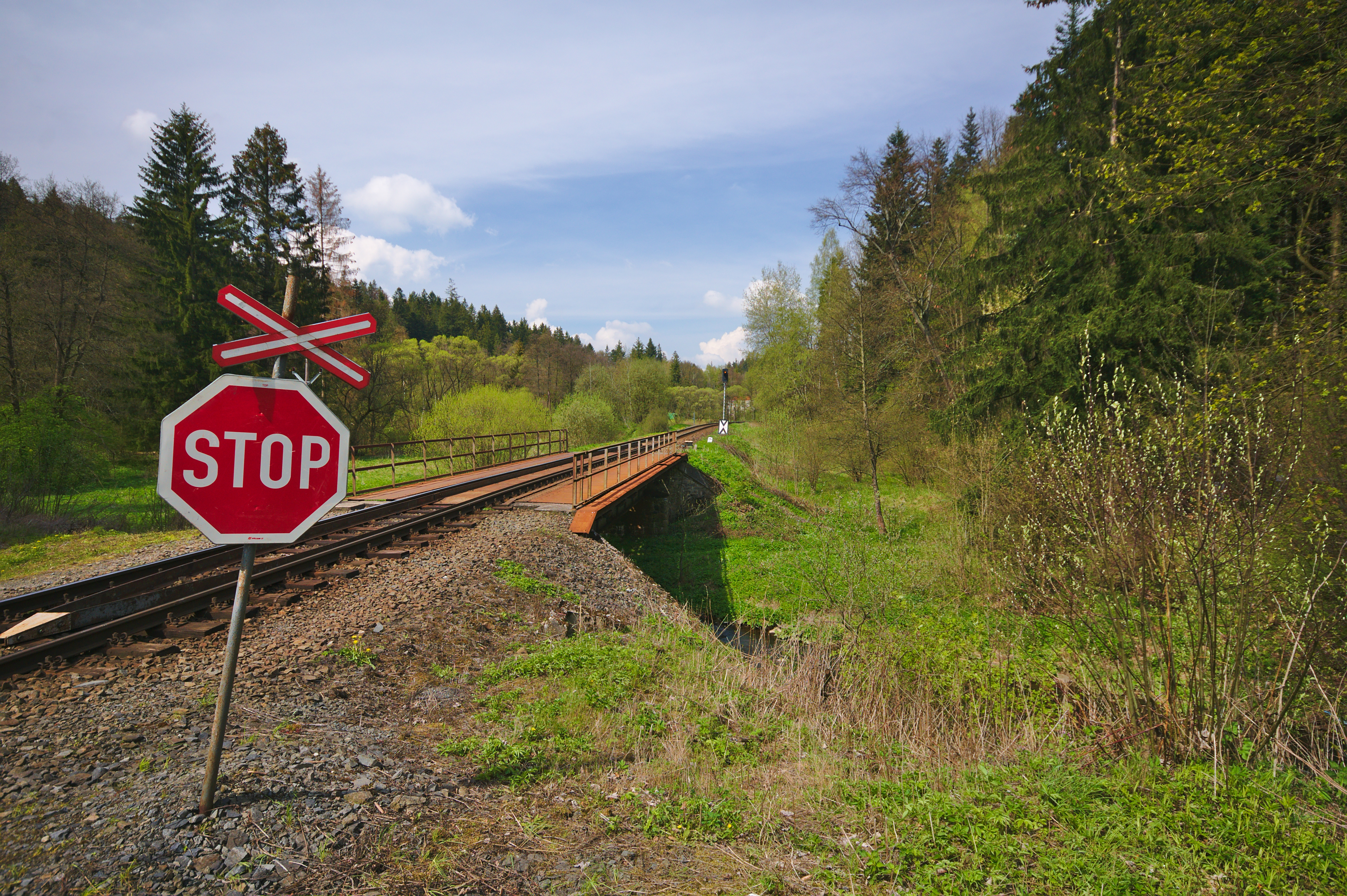
Trať poblíž domašovského lomu u mostu přes Bystřici
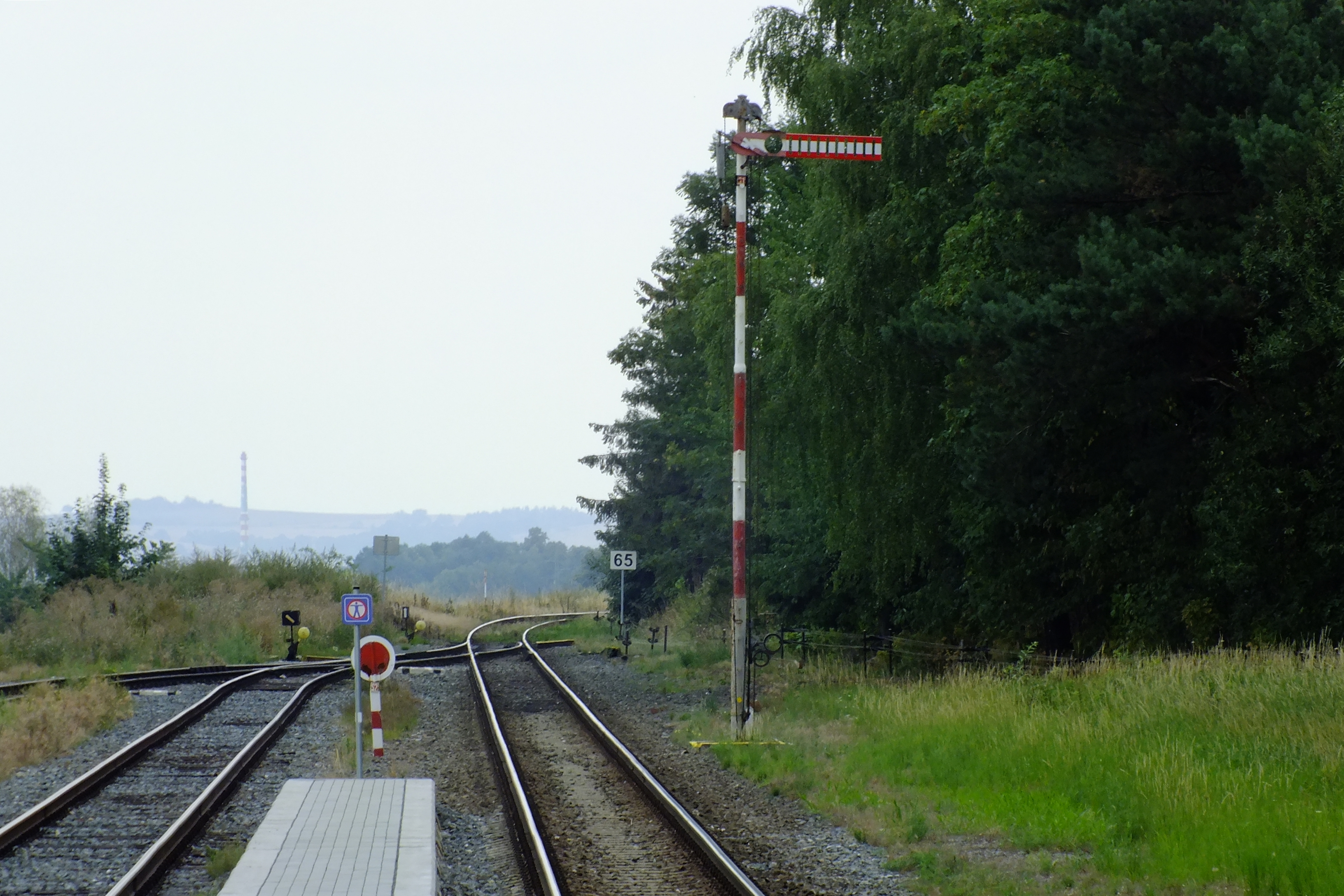
Mechanické návěstidlo ve stanici Brantice
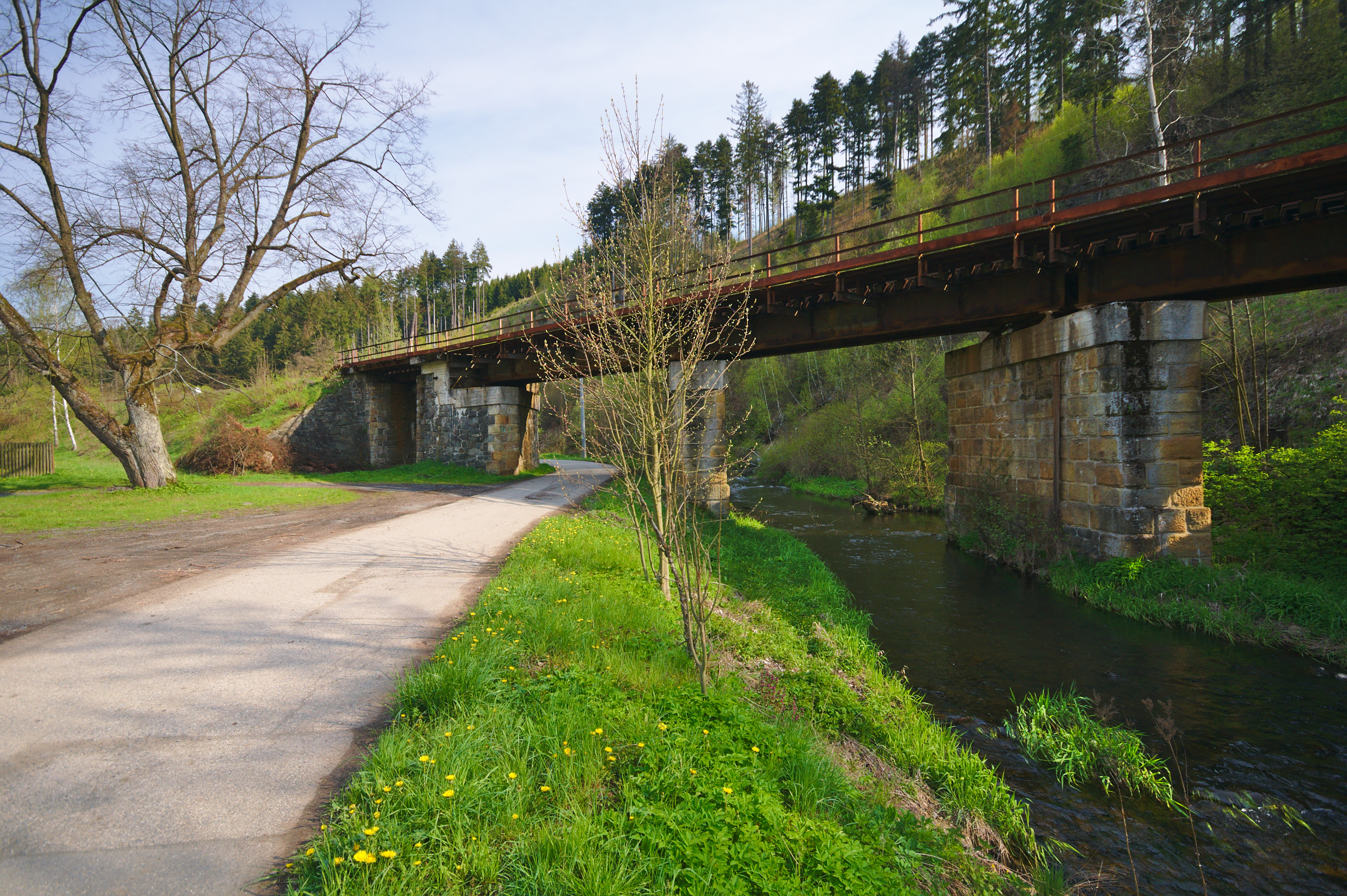
Most přes řeku Bystřici